# گوی پلاسما
گوی‌های پلاسما یا لامپ‌های پلاسما پدیده‌های نوظهوری هستند که در دهه ۱۹۸۰ رواج بیشتری داشتند. گوی پلاسما توسط نیکولا تسلا اختراع شده‌است. وی پس از آزمایش‌های جریان بسامد بالا که به منظور بررسی پدیده ولتاژ بالا، آن‌ها را درون لوله شیشه‌ای انجام می‌داد به این اختراع دست یافت ولی انواع امروزی آن به وسیلهٔ بیل پارکر طراحی شده‌اند. تسلا نوآوری خود را لوله تخلیه الکتریکی گاز خنثی نام‌گذاری کرد.

## تعریف پلاسما
پلاسما یکی از چهار حالت اصلیِ ماده است که در گذشته در بین گازها طبقه‌بندی می‌شد. پلاسما گاز نیست زیرا مهم‌ترین خاصیت گازها یعنی پیروی از PV=nRT (منظور فشردگی است) را ندارد. علت این امر این است که پلاسما گازی متشکل از یون‌هاست و این باعث می‌شود که نشود این ماده را فشرده کرد چون بارهای همنام یونها به شدت یکدیگر را می‌رانند و نیروی عظیمی ایجاد می‌شود. همچنین گازها نمی‌توانند الکتریسیته را انتقال دهند ولی پلاسما می‌تواند. اساس کار گوی پلاسما هم همین است؛ در گوی پلاسما می‌توان برق را در حال انتقال در هوا مشاهده کرد.

## توصیف

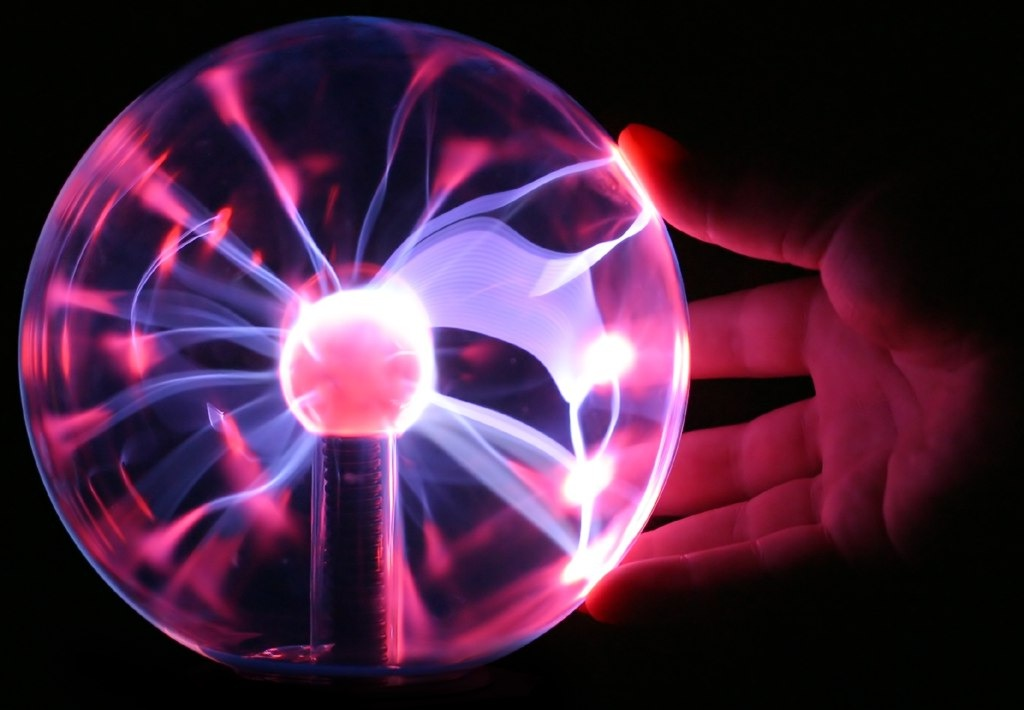
اثر جسم رسانا در مجاورت گوی پلاسما

گوی‌های پلاسما بیشتر به شکل کره‌ای یا استوانه‌ای ساخته می‌شوند. هر چند انواع گوناگونی از گوی‌های پلاسما وجود دارند ولی در حالت کلی، گوی پلاسما یک کره شیشه‌ای پر شده با آمیزه‌ای از گازها -معمولاً هلیوم و نئون و گهگاه زنون و کریپتون- است که در فشار کم (کمتر از ۰٫۰۱ اتمسفر) نگهداشته می‌شود و به وسیلهٔ یک ترانسفورماتور جریان متناوب بسامد بالا (حدود ۳۵ کیلوهرتز و۲kV) تغذیه می‌گردد. کره‌ای بسیار کوچکتر که در مرکز گوی شیشه‌ای قرار دارد نقش الکترود را بازی می‌کند. رشته‌های پلاسما از کره مرکزی به سمت عایق شیشه‌ای بیرونی کشیده می‌شوند و پرتوهای ثابتی از نور را پدیدمی‌آورند. پرتوها نخست در راستای خطوط میدان دوقطبی قرار می‌گیرند ولی سپس تحت تأثیر همرفت به بالا حرکت می‌کنند.
با نزدیک کردن دست به جداره شیشه میدان الکتریکی بسامد بالا تغییر شکل می‌یابد و این امر باعث می‌شود پرتو به سمت نقطه تماس تغییر جهت دهد. اینجا شیشه، نقش دی الکتریک خازن را بازی می‌کند که بین دست و گاز یونیده شده قرار گرفته‌است. با توجه به اینکه شیشه عایق مغناطیسی نیست، اگر یک جسم رسانا را نزدیک گوی کنیم در آن جریان الکتریکی القا می‌شود.

## خطرات بالقوه

بخش داخلی یک گوی پلاسما

هنگام قرار دادن ابزار الکترونیکی در مجاورت گوی پلاسما باید توجه داشت که نه تنها احتمال داغ شدن شیشه وجود دارد بلکه ولتاژ بالا حتی با وجود محافظ پلاستیکی می‌تواند بار استاتیکی قابل توجهی روی دستگاه قرار دهد. میدان بسامد رادیویی تولید شده توسط گوی‌های پلاسما می‌تواند بر کارکرد صفحه‌های لمسی رایانه‌ها، پخش‌کننده‌های ام‌پی۳ و تلفن‌های همراه تأثیرگذار باشد. تداخل فرکانس‌های رادیویی تولیدی برخی از انواع این گوی‌ها می‌تواند بر تلفن‌های بیسیم و اتصالات وای‌فای تا چندین متر آن‌سوتر نیز تأثیر بگذارد. بعلاوه اگر جسمی رسانا مانند سکه را روی شیشه قرار دهیم احتمال شوک الکتریکی و سوختگی وجود خواهد داشت. اگر یک گوی متوسط را با فویل زمین‌شده بپوشانیم ده‌ها میلی‌آمپر جریان بواسطه تزویج خازنی انتقال خواهد یافت که برای روشن کردن یک لامپ کوچک یا زدن یک جرقه کفایت می‌کند. دلیل این انتقال این است که شیشه نقش دی‌الکتریک را ایفا می‌کند واگر گاز را یکی از صفحات خازن در نظر بگیریم فویل یا هر جسم رسانای دیگر در حکم صفحه مقابل خواهد بود.
گاز اوزون که برای انسان زیان‌بار است پس چند دقیقه کار کردن لامپ روی سطح آن انباشته می‌شود که اگر دست یا جسم رسانای دیگری روی شیشه باشد این انباشتگی بیشتر خواهد بود.

## کاربردها
گوی‌های پلاسما به دلیل تابناکی جالبی که دارند معمولاً به عنوان اسباب بازی و وسیله‌ای برای سرگرمی استفاده می‌شوند. همچنین در آزمایشگاه‌های مدارس می‌توان از آن‌ها برای برخی اثبات‌ها بهره جست. برای روشنایی عمومی کاربرد ندارند ولی اخیراً انواعی از آن‌ها به عنوان چراغ خواب کهکشانی به بازار امده‌اند.